# 美国物理联合会
美國物理協會，或譯美国物理联合会（英語：American Institute of Physics，缩写：AIP），为一物理学领域的学术性组织，成立于1931年。美国物理協會有10个成员协会。

## 成员协会
- 美国物理学会
- 美国光学学会
- 美国声学学会
- 美国物理教师协会
- 美国医学物理协会
- 美国天文学会
- 美国晶体协会
- 美国地球物理学会
- 美国流变学会
- AVS: Science & Technology of Materials, Interfaces, and Processing

## 出版物
- 应用物理学快报（Applied Physics Letters）
- 应用物理学杂志（Journal of Applied Physics）
- Journal of Chemical Physics
- Journal of Mathematical Physics
- 混沌（Chaos）
- 流体物理学（Physics of Fluids）
- 今日物理（Physics Today）
- 可再生與可持續能源期刊 （Journal of Renewable and Sustainable Energy）
- AIP Advances